# 日本肚臍公園車站
日本肚臍公園站（日语：／ Nihon Heso Kōen eki */?）位於兵庫縣西脇市上比延町351番地，是西日本旅客鐵道（JR西日本）加古川線的鐵路車站。
位於北緯35度線與東經135度線交叉點（即「日本中心地点」）附近，也是距離西脇市知名觀光景點日本肚臍公園最近的車站。2003年，成為第4次近畿車站百選選定車站。

## 歷史
- 1985年（昭和60年）
  - 5月4日 - 舉行開工儀式[2]。
  - 7月15日 - 作為日本國有鐵道加古川線比延站 - 黑田庄站間的臨時車站啟用[2]。
    - 所在地當時的地名為兵庫縣西脇市上比延町。
- 1987年（昭和62年）
  - 4月1日 - 國鐵分割民營化，該站成為西日本旅客鐵道（JR西日本）管理的臨時車站。
  - 12月23日 - 成為全年營業的正式車站[1][2]。
- 1990年（平成2年）6月1日 - 加古川鐵道部（日语：加古川鉄道部）成立，該站歸加古川鐵道部管轄。
- 2003年（平成15年） - 成為第4次近畿車站百選的選定車站。
- 2005年（平成17年）10月1日 - 隨著西脇市（第2次）成立，所在地地名更換為現行地名。
- 2009年（平成21年）7月1日 - 加古川鐵道部廢止，該站歸西日本旅客鐵道神戶支社（日语：西日本旅客鉄道神戸支社）直接管理，加古川站成為被管理站[3]。

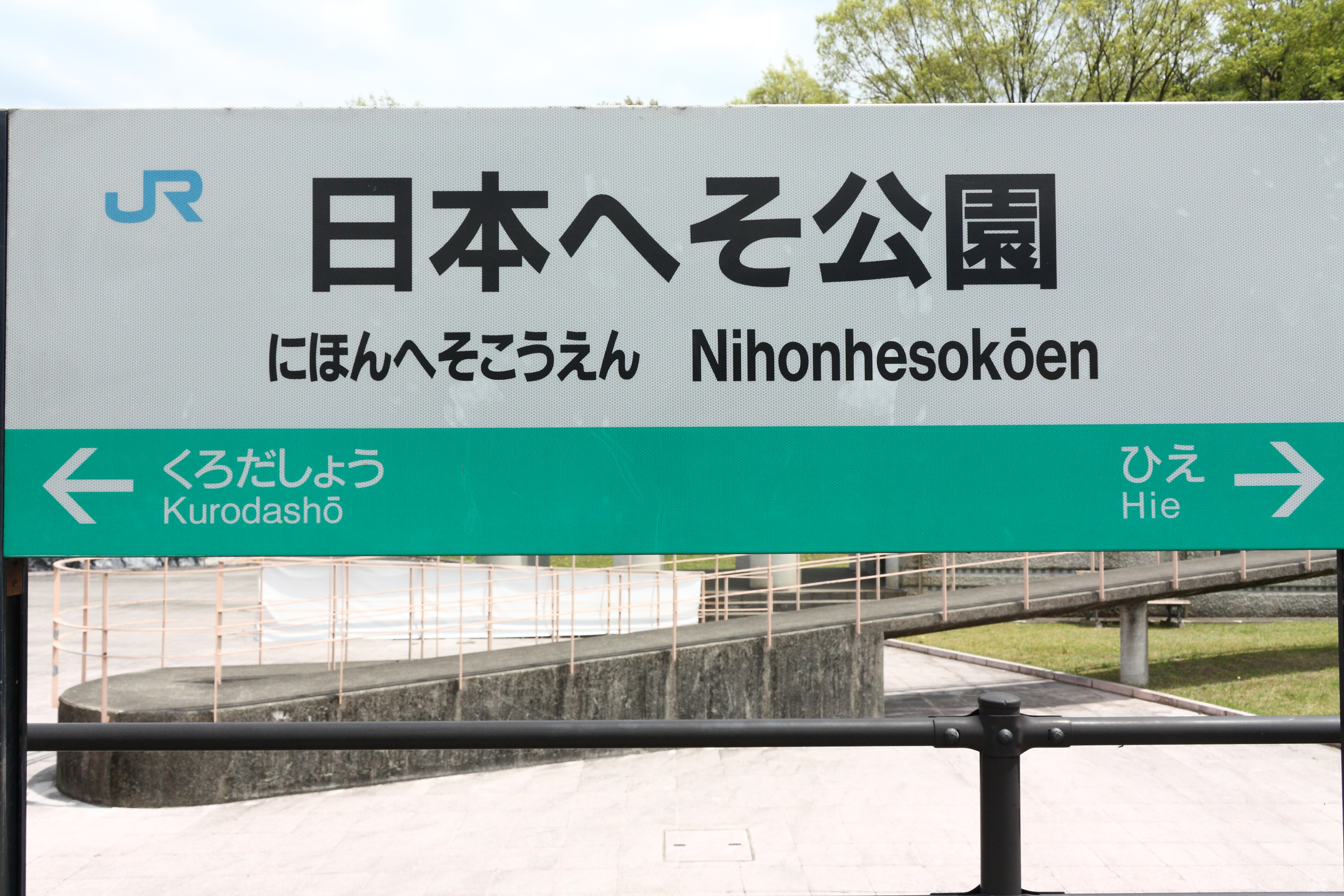
站名標識
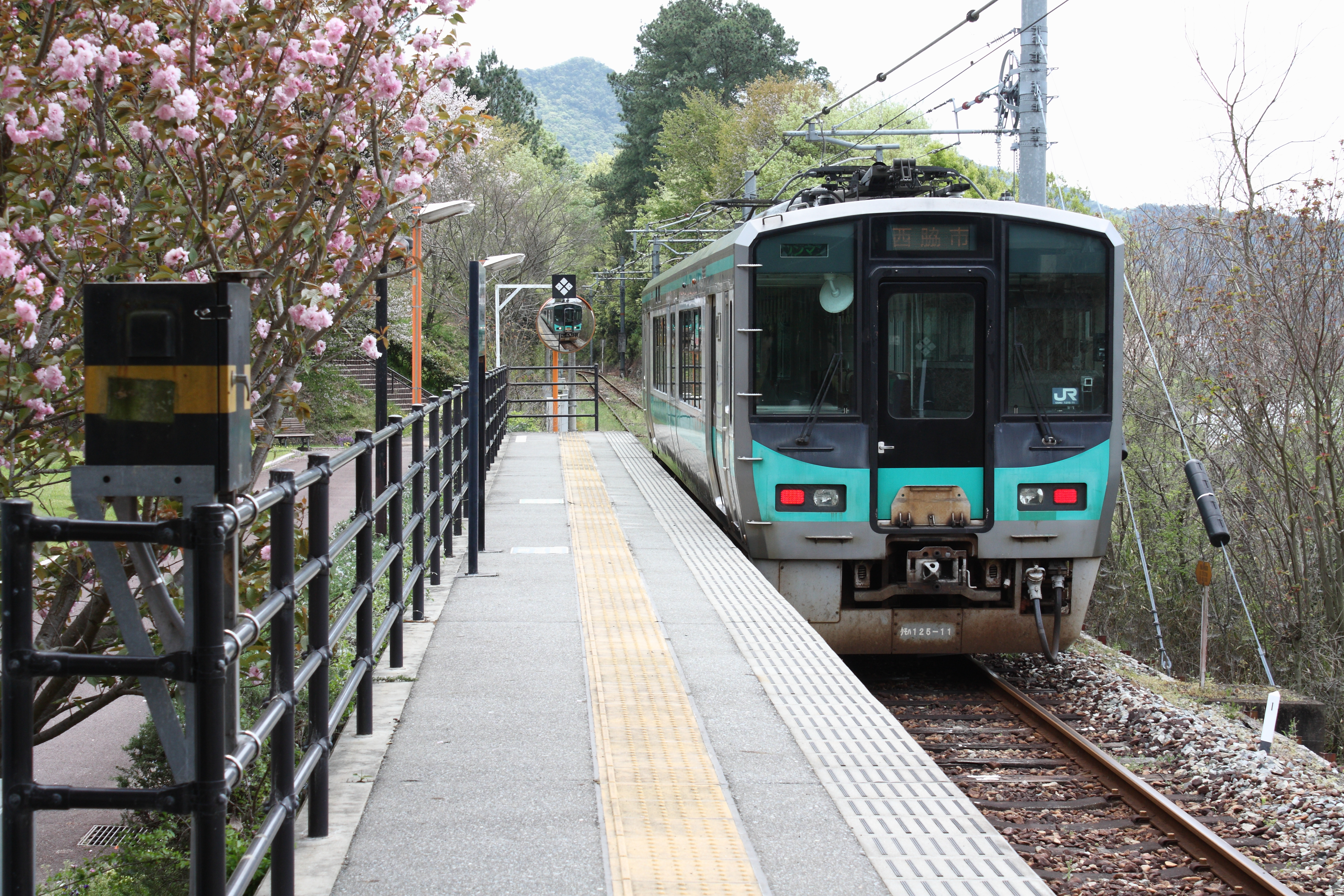
站台與列車
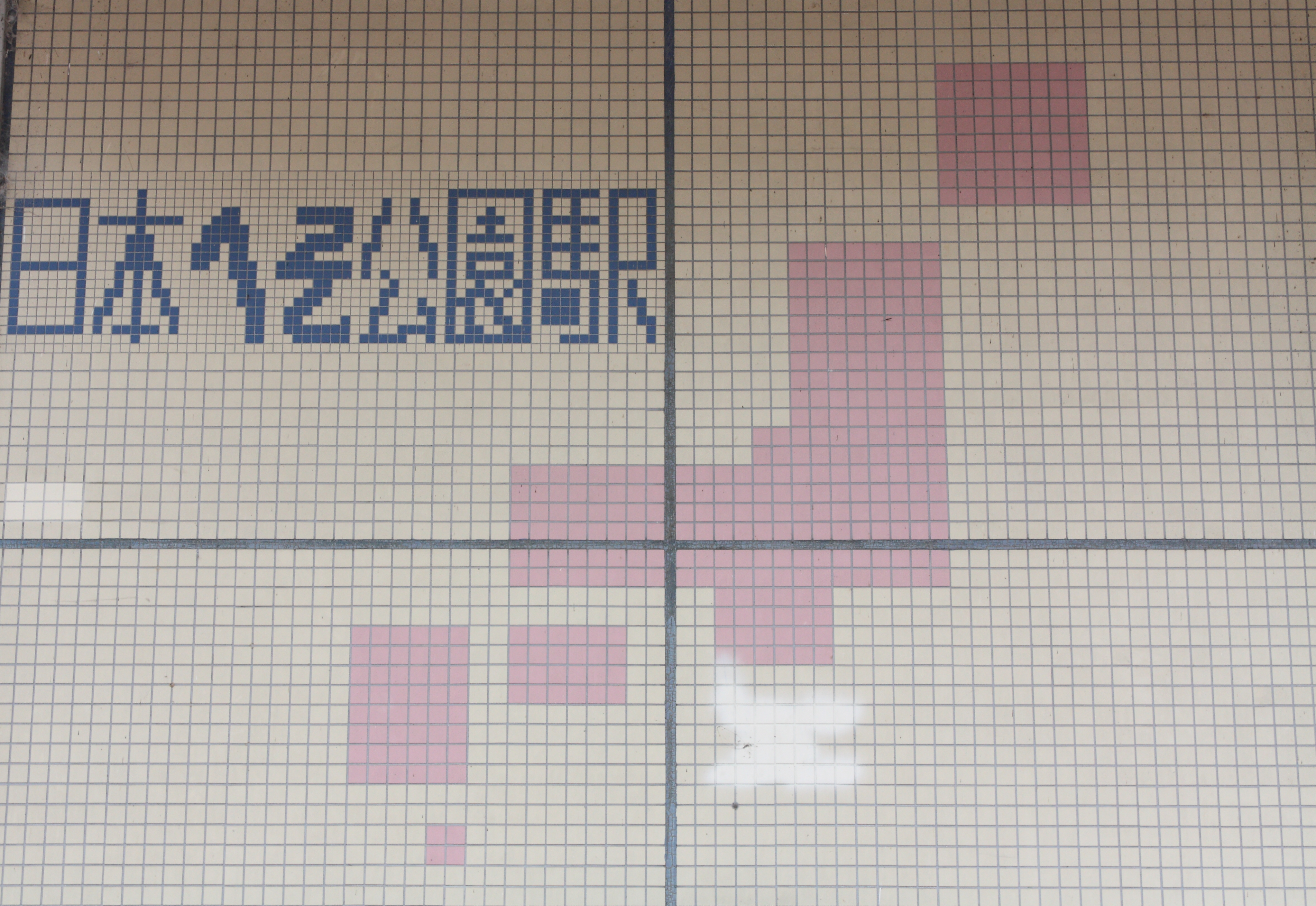
車站站房上以瓷磚拼貼的圖案

## 使用情況
根據「兵庫縣統計書」，2017年（平成29年）度1日平均上車人次為10人。
近年1日平均上車人次如下：
| 年度   | 1日平均 上車人次 |
| ------ | ---------------- |
| 2000年 | 32               |
| 2001年 | 21               |
| 2002年 | 14               |
| 2003年 | 11               |
| 2004年 | 13               |
| 2005年 | 20               |
| 2006年 | 16               |
| 2007年 | 16               |
| 2008年 | 11               |
| 2009年 | 14               |
| 2010年 | 9                |
| 2011年 | 9                |
| 2012年 | 15               |
| 2013年 | 15               |
| 2014年 | 12               |
| 2015年 | 9                |
| 2016年 | 10               |
| 2017年 | 10               |

## 車站周邊
- 西脇經緯度地球科學館（日语：にしわき経緯度地球科学館） - 站名所稱「日本肚臍公園（日语：日本へそ公園）」及其周邊[1]。
- 岡之山美術館（日语：岡之山美術館）[1]
- 西林寺（日语：西林寺 (西脇市)） - 別名繡球寺（日语：アジサイ寺）。為播磨西國三十三箇所（日语：播磨西国三十三箇所）第20座寺廟。

## 相鄰車站
西日本旅客鐵道
 加古川線
比延－日本肚臍公園－黑田

## 外部連結
- 日本肚臍公園｜車站資訊：JR出門網 - 西日本旅客鐵道